# Gerald Grebenjak
Gerald Grebenjak (* 2. Dezember 1966) ist ein österreichischer Politiker (FPK, früher FPÖ bzw. BZÖ) und Polizist. Er war von 2009 bis 2013 Abgeordneter zum Kärntner Landtag.
Grebenjak besuchte nach der Volks- und Hauptschule ein Jahr lang die Handelsschule und danach von 1982 bis 1985 die Gendarmerieschule in Krumpendorf. Nach dem Abschluss der Gendarmerieschule war Grebenjak zwischen 1985 und 1993 eingeteilter Gendarmeriebeamter auf den Gendarmerieposten in Sankt Andrä im Lavanttal bzw. Kühnsdorf. Daneben absolvierte er von September 1992 bis Juli 1993 die Grundausbildung für dienstführende Wachebeamte in  Mödling und ist seit dem Abschluss seiner Ausbildung  dienstführender Gendarmeriebeamter (seit 2005 Polizeibeamter). Grebenjak ist seit 1. Juli 1993 auf der Polizeiinspektion Völkermarkt beschäftigt. Er war dort von 2003 bis 2011 dritter und von 2011 bis 2018 erster Stellvertreter des Postenkommandanten. Seit 1. August 2018 ist Grebenjak Postenkommandant der Polizeiinspektion Völkermarkt.
Grebenjak ist seit 2003 Stadtrat in Völkermarkt und war von 2009 bis 2015 auch Vizebürgermeister der Stadtgemeinde. Am 31. März 2009 wurde Grebenjak zudem als Abgeordneter zum Kärntner Landtag angelobt. Er war Bereichssprecher für den Öffentlichen Dienst und Exekutive im Freiheitlichen-Landtagsklub. Mit Beginn der 31. Gesetzgebungsperiode am 28. März 2013 schied er aus dem Landtag aus. Grebenjak arbeitet zudem bei der AUF Völkermarkt mit.
Grebenjak ist verheiratet und Vater eines Sohnes und einer Tochter.